# Andreas Ballstaedt
Andreas Ballstaedt (* 13. Oktober 1957 in Freiburg im Breisgau) ist ein deutscher Musikwissenschaftler und Hochschullehrer.

## Leben
Ballstaedt studierte 1976 bis 1986 Musikwissenschaft, Neuere Deutsche Literaturwissenschaft, Soziologie und Volkskunde an der Albert-Ludwigs-Universität Freiburg und wurde 1986 mit einer Arbeit über Salonmusik promoviert.
1987 bis 1995 war er Wissenschaftlicher Mitarbeiter bzw. Assistent an der Universität Frankfurt am Main und an der Universität Heidelberg und übernahm daneben Lehraufträge an der Hochschule für Musik und Darstellende Kunst Frankfurt am Main.
1995 folgte die Habilitation an der Freien Universität Berlin mit der Untersuchung Wege zur Neuen Musik. Nach Vertretungsprofessuren an der Gesamthochschule Kassel und der Universität Frankfurt am Main wurde Ballstaedt 1998 als Professor für Musikwissenschaft an die Robert Schumann Hochschule Düsseldorf berufen. Von 1999 bis 2005 und von 2008 bis 2023 war er dort Geschäftsführender Direktor des Musikwissenschaftlichen Instituts, von 2000 bis 2004 auch Mitglied des Senats der Hochschule. 2023 wurde er emeritiert.
Schwerpunkte seiner wissenschaftlichen Arbeit sind die Musik seit 1750, die musikalische Analyse sowie die sozialen Funktionen von Musik.

## Schriften (Auswahl)
- Salonmusik. Zur Geschichte und Funktion einer bürgerlichen Musikpraxis, Stuttgart 1989 (= Beihefte zum Archiv für Musikwissenschaft, Band 28) (zusammen mit Tobias Widmaier)
- Wege zur Neuen Musik. Über einige Grundlagen der Musikgeschichtsschreibung des 20. Jahrhunderts, Mainz: Schott 2003; ISBN 978-3795717278
- Werk-Welten. Perspektiven der Interpretationsgeschichte, hrsg. von Andreas Ballstaedt und Hans-Joachim Hinrichsen, Edition Argus 2008; ISBN 978-3-931264-61-1